# Toyota RAV4
Le Toyota RAV4 (Recreational Active Vehicle with 4-wheels Drive, soit en français « véhicule de loisirs actif à quatre roues motrices ») est un SUV compact, produit par le constructeur automobile japonais Toyota, et sorti en 1994. La cinquième génération est apparue en 2018.

## Première génération (1994-2003)
En 1994, en lançant le premier RAV4, véhicule tout chemin, mais aussi très à l’aise sur route et en ville, Toyota inventait la catégorie des petits véhicules de loisirs, aussi dénommés « SUV compacts » ou « softroaders ». Le géant japonais concrétisait ainsi la tentative de Suzuki esquissée avec le premier Vitara à la fin des années 1980, aux gènes tout-terrain encore trop marqués. Un créneau où s’engouffra par la suite Honda avec le CR-V et Land Rover et son Freelander. Vendu en Europe avec une transmission intégrale permanente de série, il était aussi proposé sur certains marchés, comme les États-Unis, en version traction.
Son premier nom commercial est Fun Cruiser.
Le 3 portes, qui faisait la longueur d'une citadine de l'époque, est épaulé dès juillet 1995 par une version 5 portes, et en 1998 par un cabriolet.

### Galerie

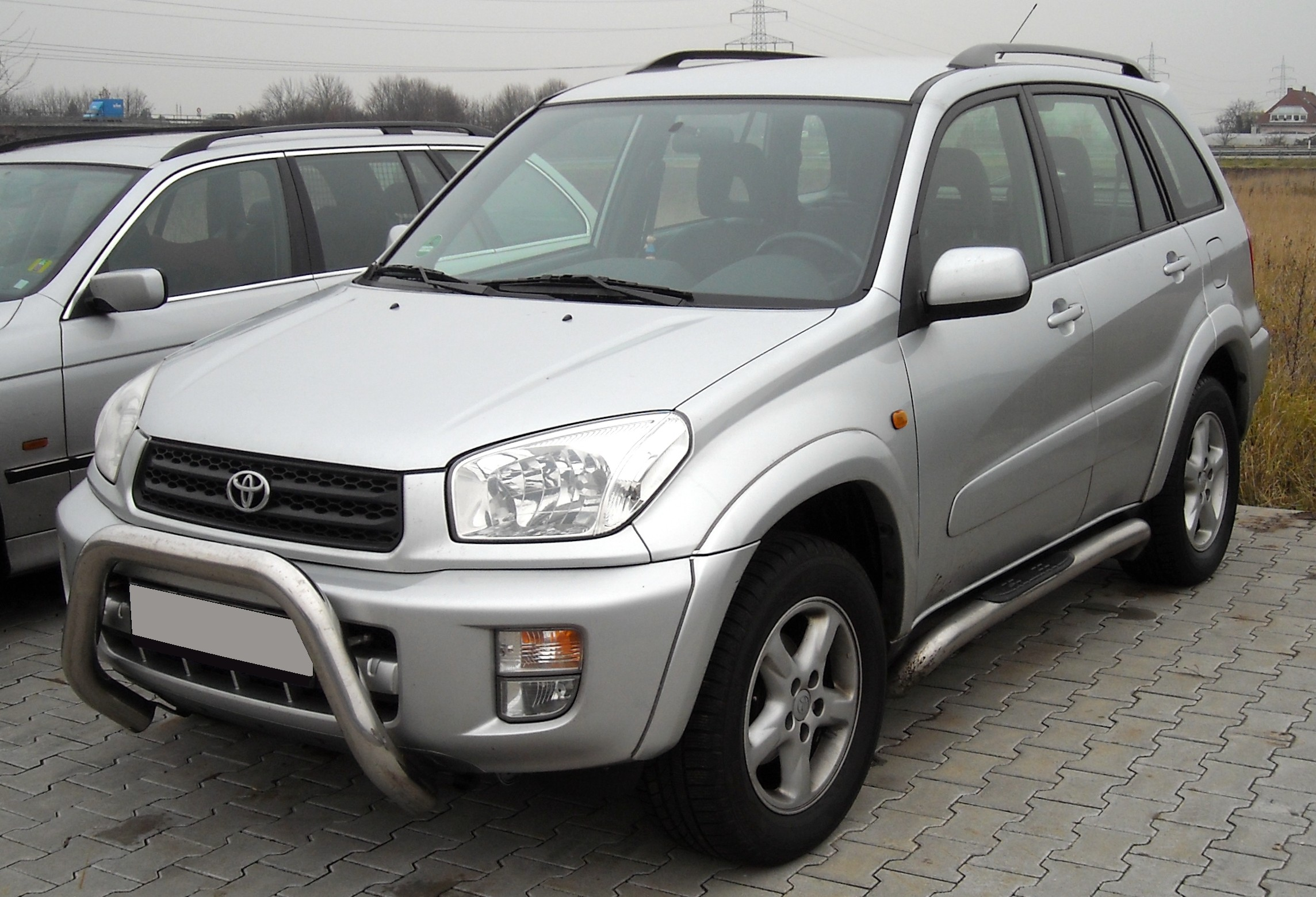
Toyota RAV4

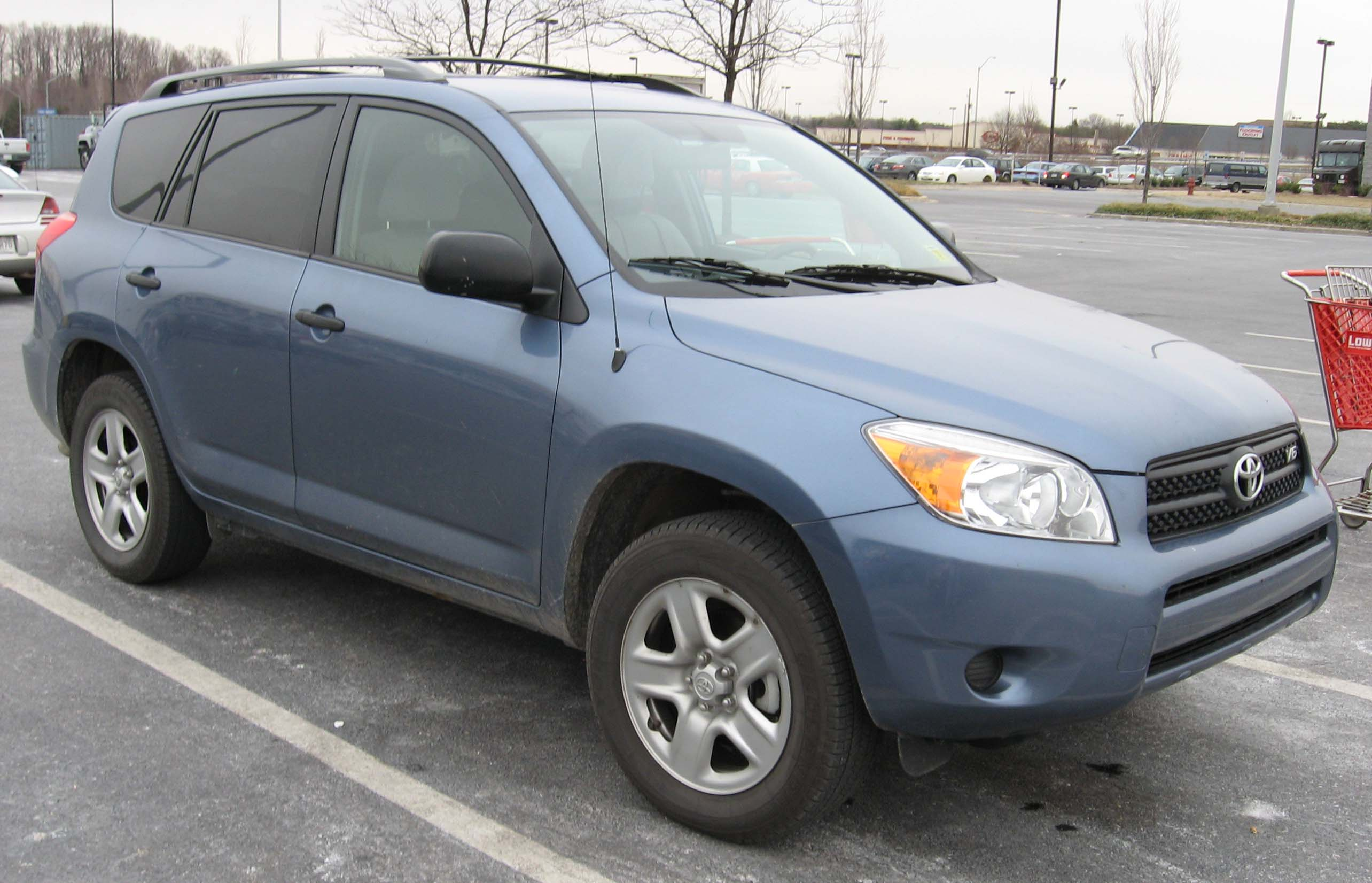
Toyota RAV4 EV

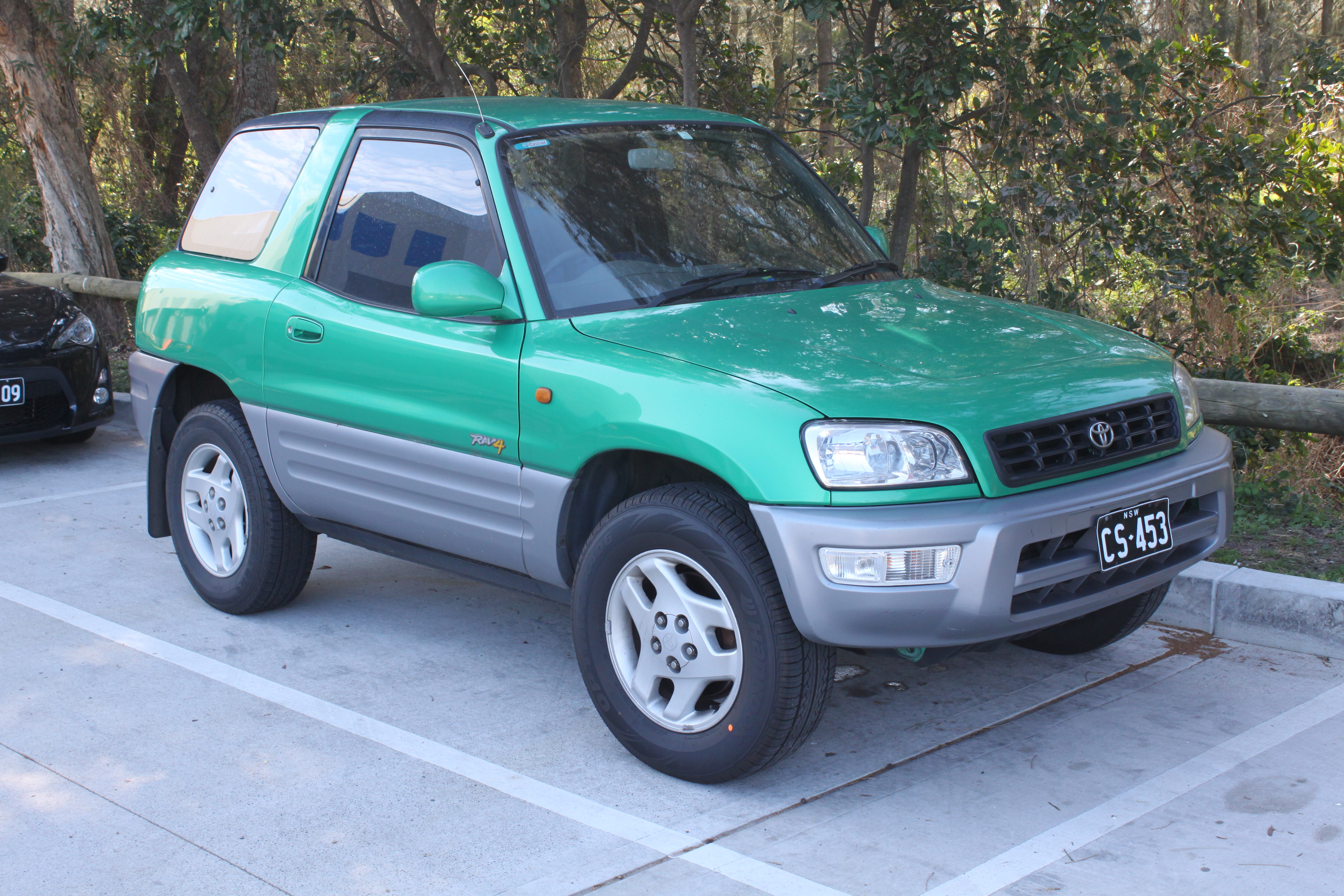
Toyota Fun Cruiser
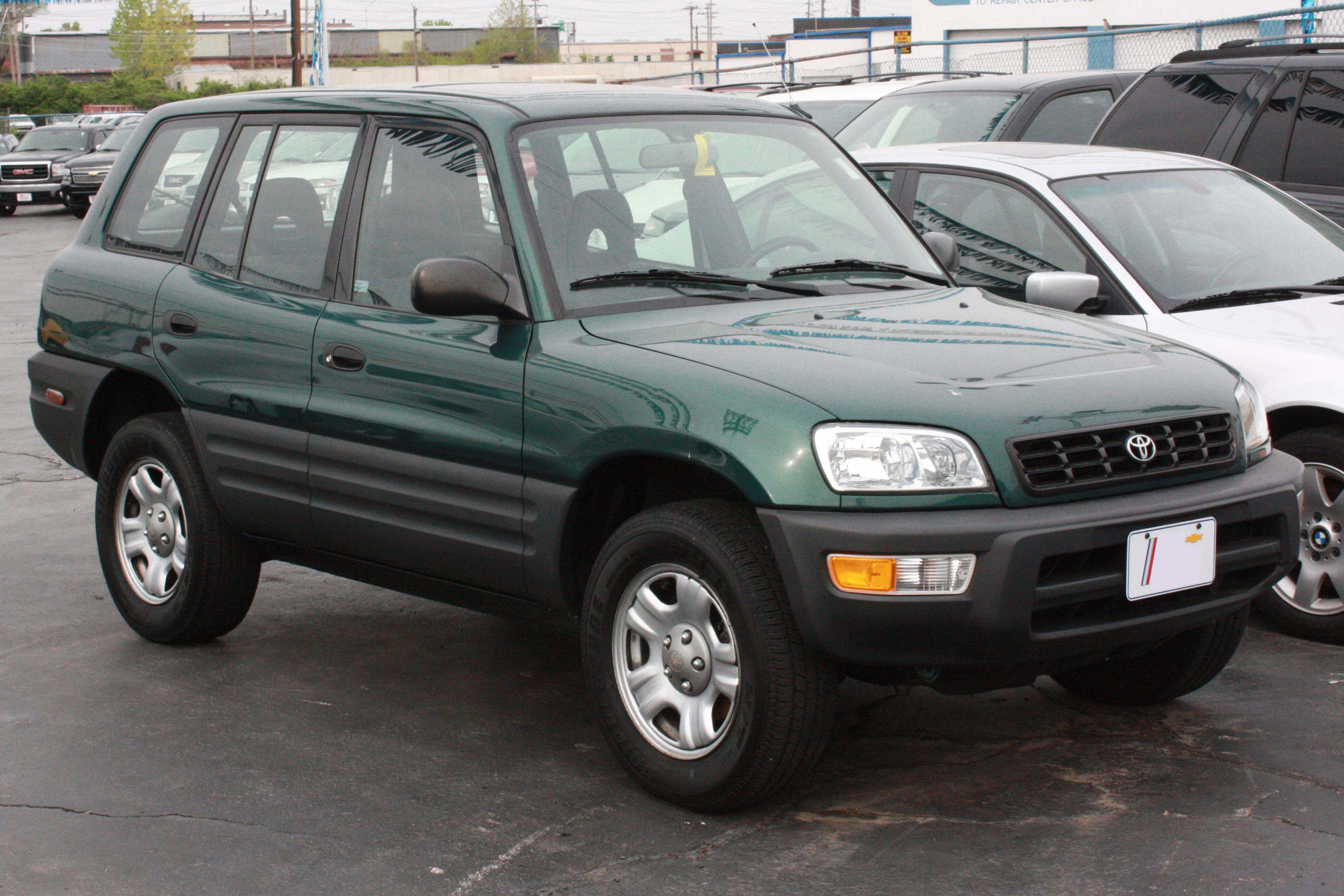
Toyota RAV4 EV

## Deuxième génération (2000-2006)
La deuxième génération présentée au Salon de Genève 2000 rompt avec la première génération. C'est un changement radical que Toyota a opéré sur son SUV, les lignes sont plus fluides, les flancs élargis, la voiture passe à 4,40 mètres pour la cinq-portes et à 3,85 mètres pour la trois-portes de long et son empattement est aussi fortement rallongé. Le RAV4 deuxième génération s'est ainsi véritablement urbanisé et embourgeoisé, réservé à une clientèle relativement aisée, peu encline à l'utiliser hors des sentiers battus. Toujours proposé en Europe avec une transmission intégrale permanente, une version traction fut aussi proposée sur certains marchés. Le poids se situe entre 1 500 et 1 700 kg en fonction des différents modèles.
Un lifting n'est opéré qu'en fin 2003.

### Galerie
- Toyota RAV4

## Troisième génération (2005-2016)

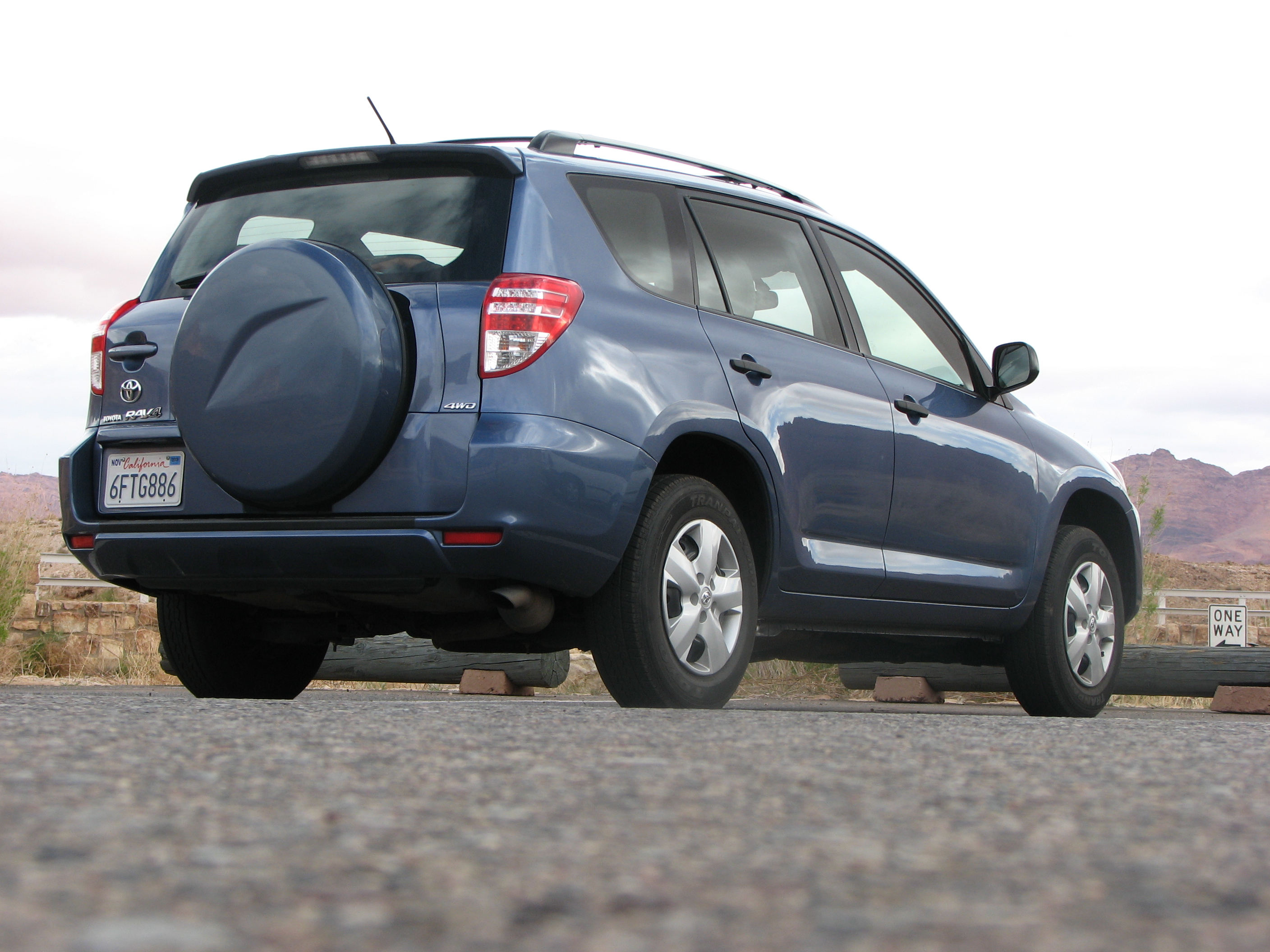
Un Toyota RAV4 3e génération immatriculé en Californie

Le RAV4 est passé à 4,45 m dans sa troisième génération, uniquement produite en cinq-portes. Il atteint même jusqu'à 4,60 m dans sa version longue sur le marché nord-américain, ainsi qu'au Japon où le RAV4 « court » côtoie cette version allongée, alors appelée « Vanguard »). Le nouveau RAV4 ne dispose plus que d'une transmission intégrale semi-permanente, ainsi que la version traction réservée à certains marchés.
Avec cette troisième génération apparaît un nouveau Diesel de 2,2 litres décliné en 136 et 177 ch. Le Diesel de 116 ch disparaît du catalogue, tandis que celui en essence de 152 ch est conservé. Sur certains marchés est proposé une version essence de 2,4 litres et 168 ch ainsi qu'en V6 essence de 3,5 litres développant 265 ch.

### Finitions
"VX" devenu "Life"
"VXE" devenu "Lounge"
"Clean Power"

### Galerie
- Toyota RAV4 EV

## Quatrième génération (2012-2019)

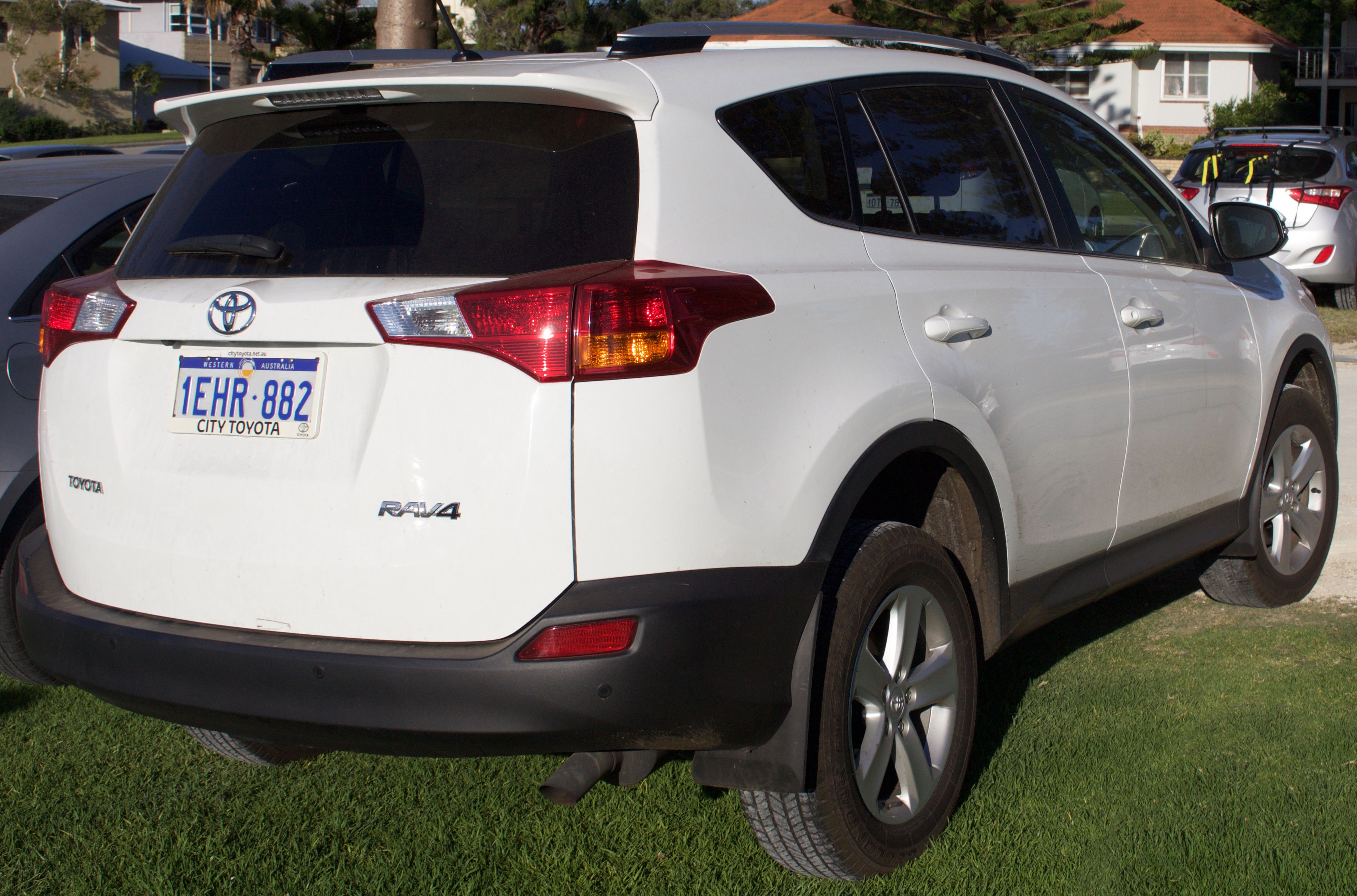
Toyota RAV4 XA40 phase 1

La quatrième génération du RAV4 est disponible sur le marché japonais depuis mars 2013.
Elle est restylée au Salon de Francfort 2015 et reçoit avec sa version hybride le Toyota Safety Sense Pack intégrant un dispositif de précollision, l'aide au maintien dans la file, un lecteur des panneaux de signalisation et la gestion automatique des feux.

### Finitions
- LeCap
- Life
- Lounge
- Black Édition
- Collection

### Toyota RAV4 Hybrid One
Le RAV4 Hybrid One est une version hybride de la quatrième génération du RAV4. Elle remplace le RAV4 EV et préfigure la version restylée thermique du SUV au Salon de Francfort 2015. Son moteur est un quatre-cylindres essence de 2,5 L atmosphérique développant 155 ch associé à un moteur électrique de 43 ch installés sur le train avant, puis un deuxième bloc électrique de 68 ch installé sur le train arrière.

### Phase 2
Il est restylé en 2015.

Toyota RAV4 XA40 phase 2
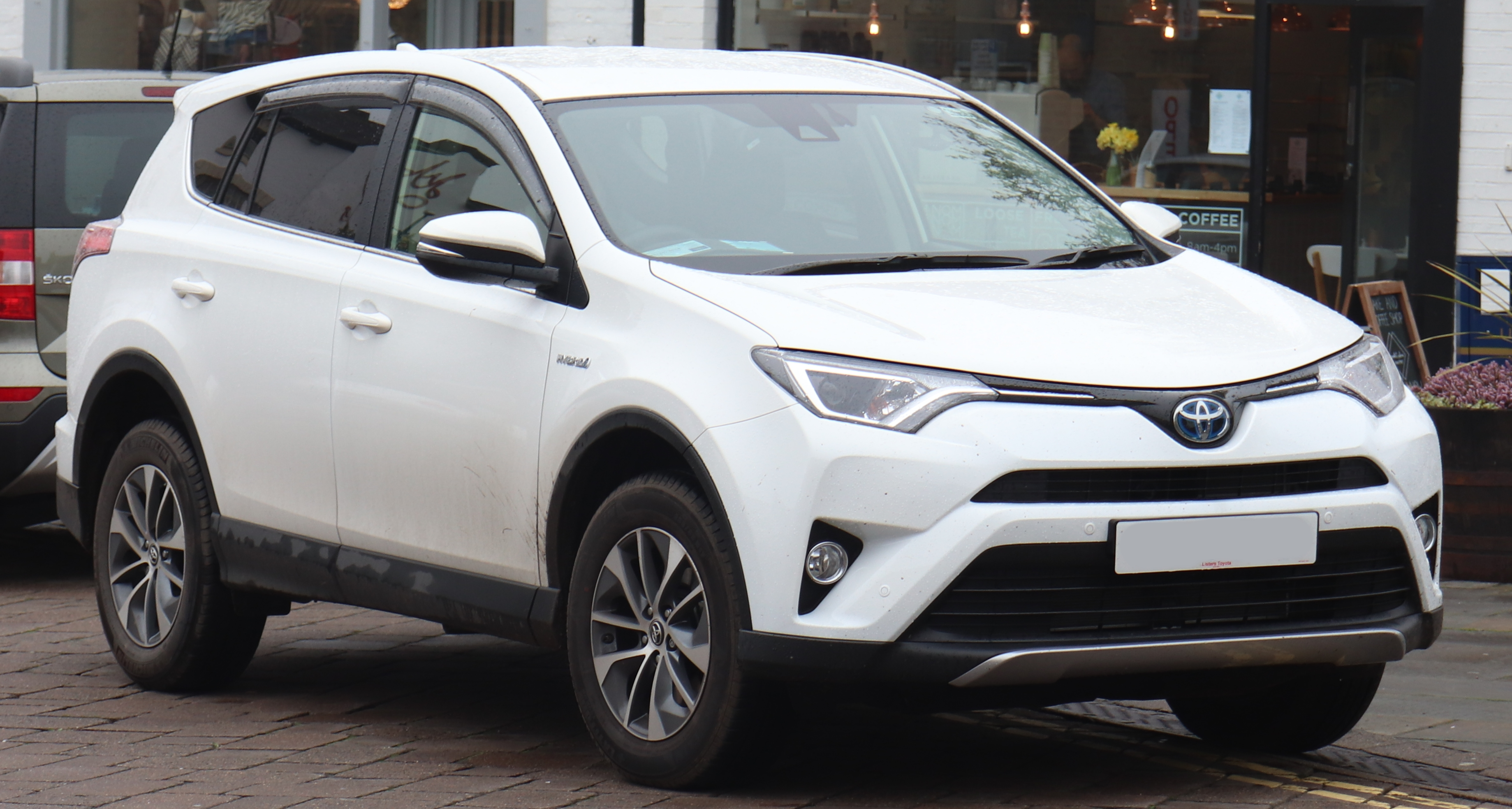
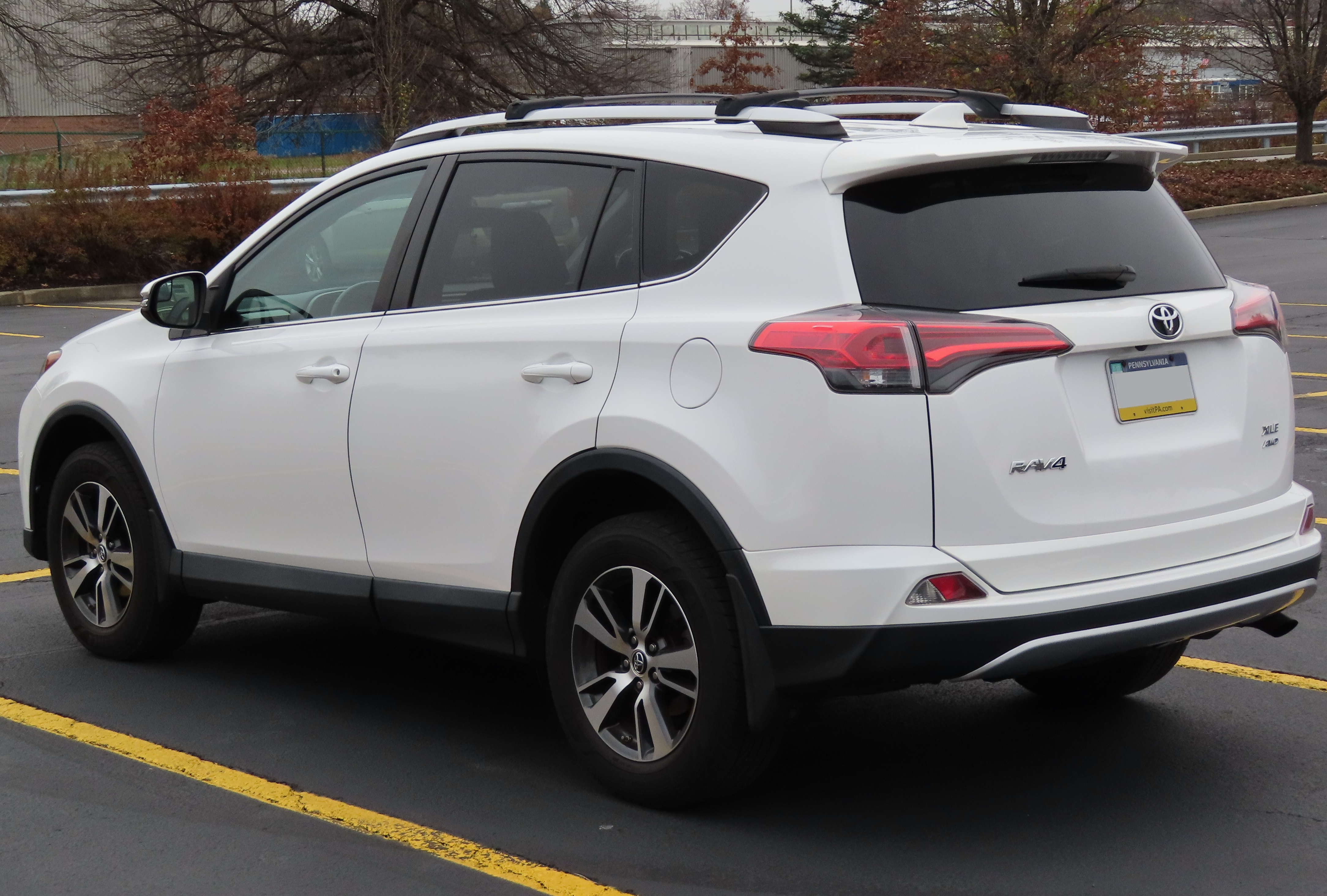

### Fiabilité
Les problèmes suivants ont été signalés concernant le RAV4 de quatrième génération:
- claquements du train avant ;
- défaillances de l'intermittence au niveau des essuie-glaces ;
- possibilité de déboîtage du support du siège conducteur ;
- peinture fragile (carrosserie).

## Cinquième génération (2018-)

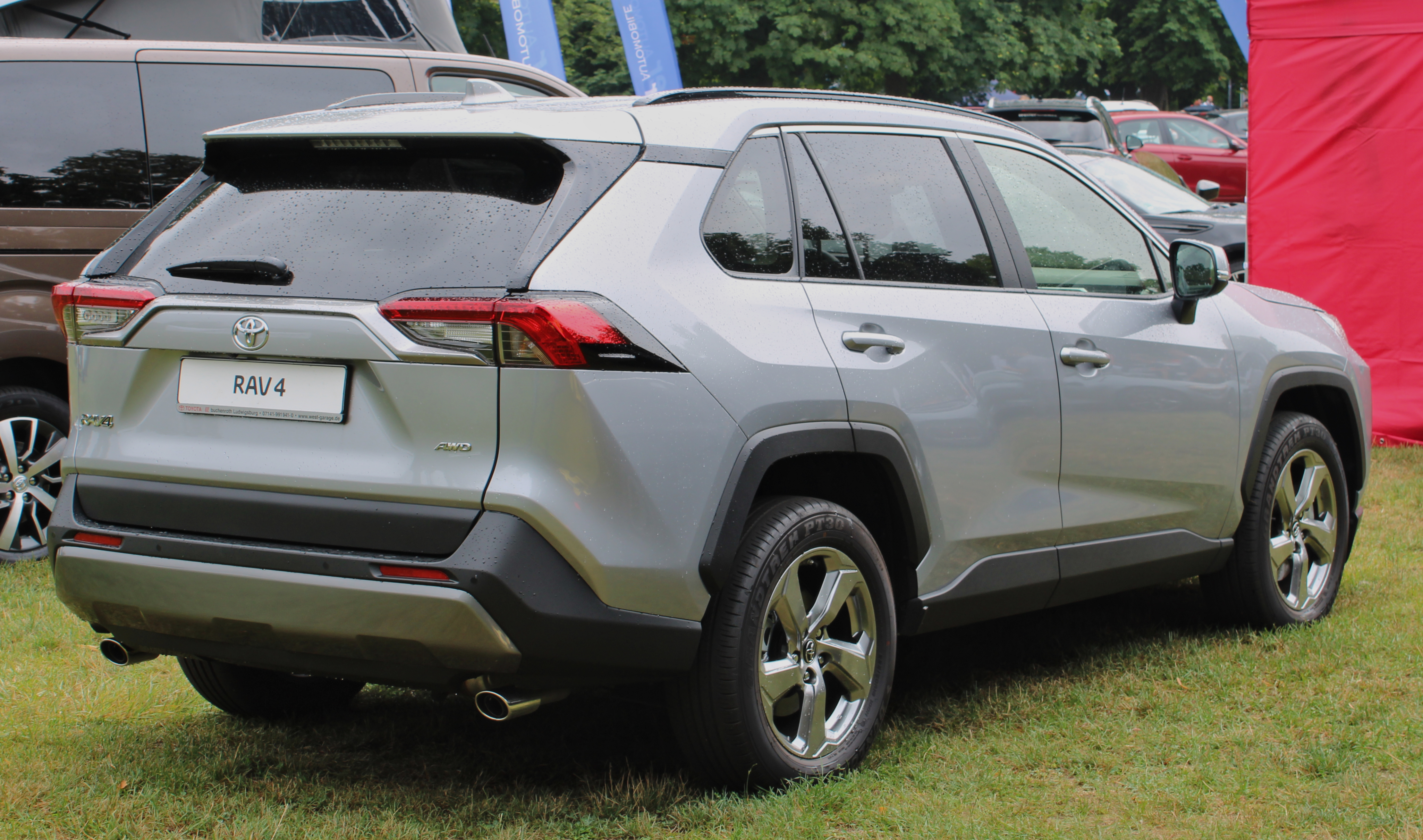
Toyota RAV4 XA50 Face arrière

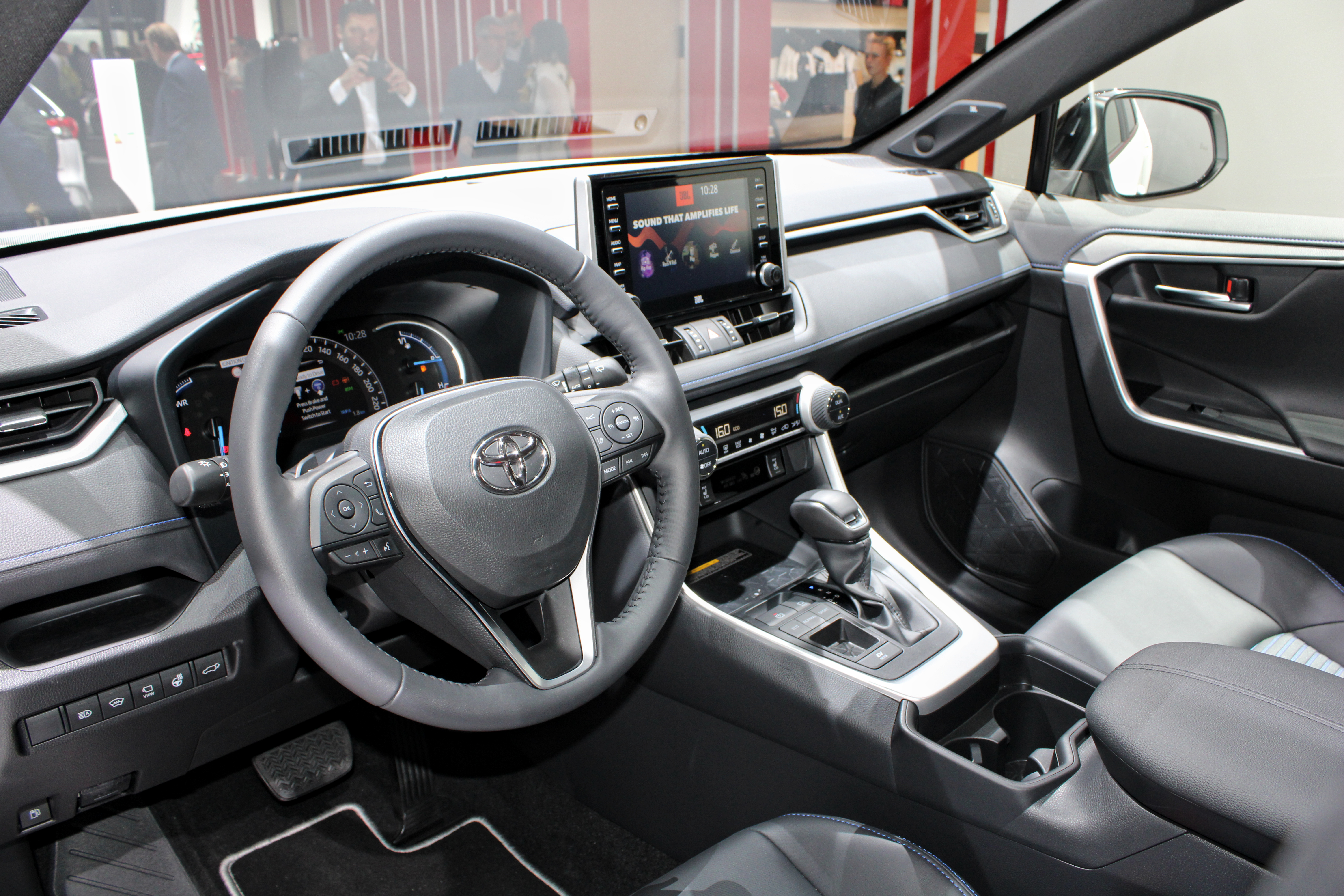
Interieur

La cinquième génération du Toyota RAV4 est présentée le 28 mars 2018 au salon de l'automobile de New York. Le développement du modèle a été dirigé par l'ingénieur en chef Yoshikazu Saeki.

### Présentation
Le nouveau RAV4 a fait sa première apparition publique européenne au Mondial Paris Motor Show 2018 et est commercialisé sur le territoire européen début 2019.

### Caractéristiques techniques
Le RAV4 V repose sur la plateforme modulaire TNGA GA-K (Toyota New Global Architecture) de Toyota, version allongée de celle utilisée (TNGA GA-C) par le petit frère Toyota C-HR.
Fin 2022 (année-modèle 2023), le RAV4 reçoit l'instrumentation numérique et un écran multimédia plus grand.

### Motorisations

#### RAV4 hybride
Toyota annonce à New York que le RAV4 reçoit deux nouvelles motorisations : un 2 litres essence et une version hybride associée à un moteur de 2,5 litres.

#### RAV4 hybride rechargeable
En octobre 2019, Toyota dévoile également une inédite version hybride rechargeable sur secteur (plug-in), qui est officialisée sous forme de concept au salon de l'automobile de Los Angeles en novembre. La version de série, programmée pour un lancement en 2020, est censée devenir la motorisation la plus puissante du RAV4.

En novembre 2019, Toyota présente le modèle « branché » de son RAV4. Toujours équipée du moteur quatre cylindres de 2,5 litres essence atmosphérique, cette version revendique une puissance de 306 ch. La partie électrique a été améliorée par le biais d'une augmentation de puissance. Toyota indique que le RAV4 sera capable d'évoluer en tout électrique pendant 60 km.
| Logo de Toyota               | (données constructeur)                                                                   | (données constructeur)                                  | (données constructeur)                                                                  |
| Logo de Toyota               | Hybrid 2.5 Dynamic Force rechargeable                                                    | Hybrid 2.5 Dynamic Force                                | Hybrid 2.5 Dynamic Force                                                                |
| ---------------------------- | ---------------------------------------------------------------------------------------- | ------------------------------------------------------- | --------------------------------------------------------------------------------------- |
| Moteur                       | 4-cylindres en ligne 16S                                                                 | 4-cylindres en ligne 16S                                | 4-cylindres en ligne 16S                                                                |
| Type                         | A25A-FXS                                                                                 | A25A-FXS                                                | A25A-FXS                                                                                |
| Cylindrée (cm3)              | 2487                                                                                     | 2487                                                    | 2487                                                                                    |
| Puissance maximale (ch) [kW] | 306 [225] thermique : 185 [136] + électrique : 182 [134] à l'avant + 54 [40] à l'arrière | 218 [160] thermique : 178 [131] + électrique : 120 [88] | 222 [163] thermique : 178 [131] + électrique : 120 [88] à l'avant + 54 [40] à l'arrière |
| au régime de (tr/min)        | 6000                                                                                     | 5700                                                    | 5700                                                                                    |
| Couple maximal (N m)         | thermique : 227, électrique avant : 270, électrique arrière : 121                        | 221                                                     | 221                                                                                     |
| au régime de (tr/min)        | thermique : 3200 à 3700                                                                  | 3600 à 5200                                             | 3600 à 5200                                                                             |
| Boîte de vitesses            | E-CVT à variation continue                                                               | E-CVT à variation continue                              | E-CVT à variation continue                                                              |
| Transmission                 | Intégrale (AWD-i)                                                                        | Traction                                                | Intégrale (AWD-i)                                                                       |
| Masse à vide (kg)            | 1910                                                                                     | 1590                                                    | 1645                                                                                    |
| Masse totale (kg)            | 2510                                                                                     |                                                         |                                                                                         |
| Masse tractable (kg)         | 1500                                                                                     |                                                         |                                                                                         |
| Consommation (L/100 km)      | 1,0                                                                                      | 5,6                                                     | 5,7                                                                                     |
| Vitesse maximale (km/h)      | 190                                                                                      | 180                                                     | 180                                                                                     |
| 0-100 km/h (s)               | 6,0                                                                                      | 8,4                                                     | 8,1                                                                                     |
| Capacité du réservoir (en ℓ) | 55                                                                                       | 55                                                      | 55                                                                                      |
| Émissions de CO2 (en g/km)   | 22                                                                                       | 126                                                     | 128                                                                                     |

### Finitions
Hybride
- Active
- Dynamic
- Dynamic Business
- Lounge
- Collection
- Adventure
  - Le RAV4 Adventure est une version dotée d'équipements spécifiques qui renforcent l'aspect baroudeur du tout-terrain[11].
- GR Sport (à partir de 2023)[12]

Hybride rechargeable
- Design
- Design Business
- Collection

#### Séries spéciales
- Première Edition
- Black Edition (2020)[13]

### Tableau de gamme
|                      |            | Dynamic  | Trail    | Design   | Lounge   | Collection | GR Sport |
| -------------------- | ---------- | -------- | -------- | -------- | -------- | ---------- | -------- |
| Hybride              | 2WD 218 ch | 44 500 € | -        | -        | 50 900 € | -          | -        |
| Hybride              | AWD 222 ch | 46 550 € | 51 450 € | -        | 52 950 € | -          | 54 950 € |
| Hybride rechargeable | AWD 306 ch | -        | -        | 52 950 € | -        | 61 050 €   | -        |

### Concept car
La 5e génération de RAV4 est préfigurée par le concept car Toyota concept FT-AC présenté au salon de l'automobile de Los Angeles 2017.

## Production et ventes
Le RAV4 a rapidement pris la tête des immatriculations de SUV tous genres confondus en France après l'arrivée de la motorisation diesel en septembre 2001, coïncidant avec la commercialisation du Nissan X-Trail. Avec près de 15 000 unités en 2002 écoulées dans l'Hexagone et autant en 2003 (dont 80 % en diesel), le RAV4 de deuxième génération a réalisé un score double du Nissan. Le petit « Toy » représentait alors à lui seul plus de 30 % des ventes de SUV compacts en France. Depuis, tout en restant leader sur l'année 2007, le RAV4 a perdu de son importance sur un marché désormais investi par la quasi-totalité des constructeurs. Il restait numéro un des ventes de SUV en Europe de l'Ouest en 2007, avec plus de 85 000 ventes.